# Здзіловиці
Здзіловиці (пол. Zdziłowice) — село в Польщі, у гміні Годзішув Янівського повіту Люблінського воєводства. Населення — 1515 осіб (2011).

## Історія
За даними етнографічної експедиції 1869—1870 років під керівництвом Павла Чубинського, у селі переважно проживали греко-католики, які розмовляли українською мовою.
У 1975—1998 роках село належало до Тарнобжезького воєводства.

## Демографія
Демографічна структура станом на 31 березня 2011 року:
|          | Загалом | Допрацездатний вік | Працездатний вік | Постпрацездатний вік |
| -------- | ------- | ------------------ | ---------------- | -------------------- |
| Чоловіки | 781     | 160                | 483              | 138                  |
| Жінки    | 734     | 127                | 377              | 230                  |
| Разом    | 1515    | 287                | 860              | 368                  |